# Maître des Missels della Rovere
Le Maître des Missels della Rovere désigne par convention un enlumineur actif en Italie et en France entre 1467 et 1500. Il doit son nom à un missel en plusieurs volumes peints pour Domenico della Rovere actuellement conservé à la Morgan Library and Museum de New York et aux Archives d'État de Turin. Il est actif à la fois à Rome et en Touraine entre 1467 et 1500. Il a été identifié à l'artiste dénommé Jacopo Ravaldi.

## Éléments biographiques et stylistiques

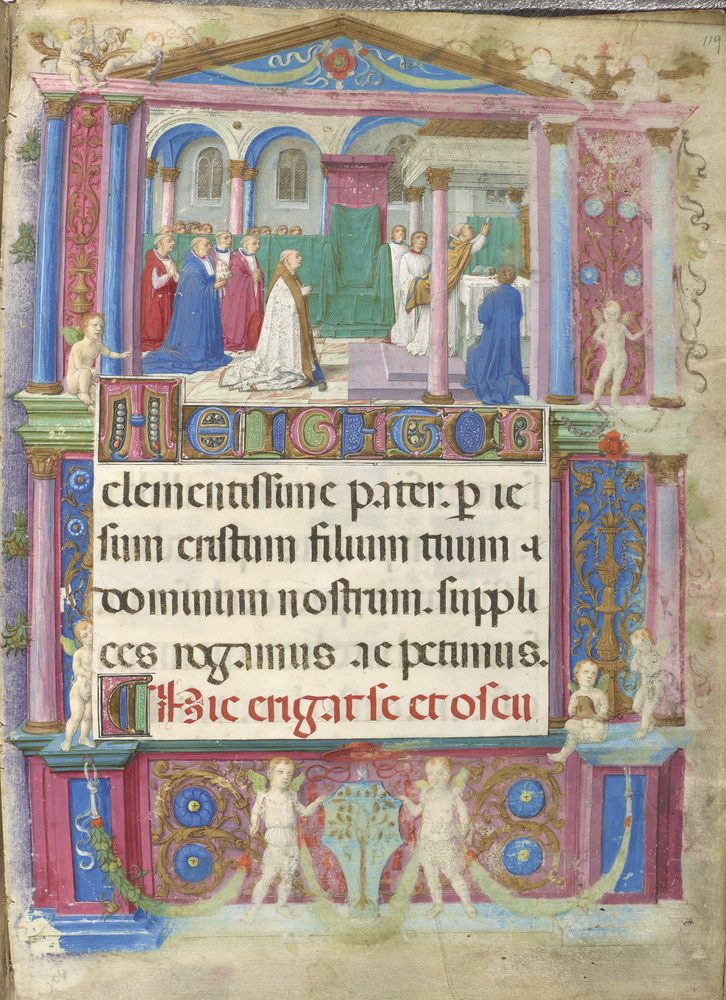
Célébration de la messe, page du Missel de Domenico della Rovere, Morgan Library and Museum, M.306, f.119r.

Son style est isolé pour la première fois par l'historienne de l'art Mirella Levi d’Ancona en 1959 qui lui donne son nom de convention d'après un grand missel en plusieurs volumes aujourd'hui à la Morgan Library et à Turin destiné à Domenico della Rovere, un cardinal et neveu du pape Sixte IV. Son style est à la fois marqué par l'enluminure padouane et romaine de cette époque et par la peinture de Jean Fouquet et Jean Bourdichon de son époque et il se retrouve dans des manuscrits réalisés à la fois en Italie et en Touraine à la même époque. Les historiens de l'art se sont donc longtemps interrogés sur la chronologie et le parcours de l'artiste.
Selon les dernières recherches, il semble qu'il s'agisse d'un artiste français peut-être du nom de Jacques Ravaud, formé dans l'entourage de Jean Fouquet, qui se serait installé à Rome dès 1466-1467. Il participe à la décoration de plusieurs manuscrits liturgiques destinés à des prélats romains, ainsi qu'à un manuscrit destiné à la confrérie de Saint-Luc des peintres romains qui permet de l'identifier à un certain Jacopo Rivaldi mentionné dans les sources. Tout en continuant à travailler à Rome, il répond aussi à des commandes françaises, dès les années 1470, réalisant en totalité ou partiellement des livres d'heures. On ne sait pas si l'artiste fait des voyages en France à ces occasions ou s'il n'aurait pas réalisé ces commandes à distance, profitant des nombreux échanges épistolaires entre la curie romaine et la France. Il travaille notamment pour des évêques français comme Guillaume Briçonnet ou Guillaume de Clugny et collabore à des ouvrages avec des artistes tourangeaux comme Jean Poyer. Il semble qu'il soit encore à Rome en 1487, assurant encore la charge de camerlingue chargé des écritures du registre de la congrégation de Santa Maria in Portico entre 1486 et mars 1487. Il retourne en Touraine à partir des années 1485-1490, peut-être en passant par Avignon, et adopte alors définitivement le style de la peinture locale. Son style se retrouve d'ailleurs dans les fresques de l'oratoire du Château de Dissay appartenant à l'évêque de Poitiers Pierre III d'Amboise.

## Manuscrits attribués

### Manuscrits italiens

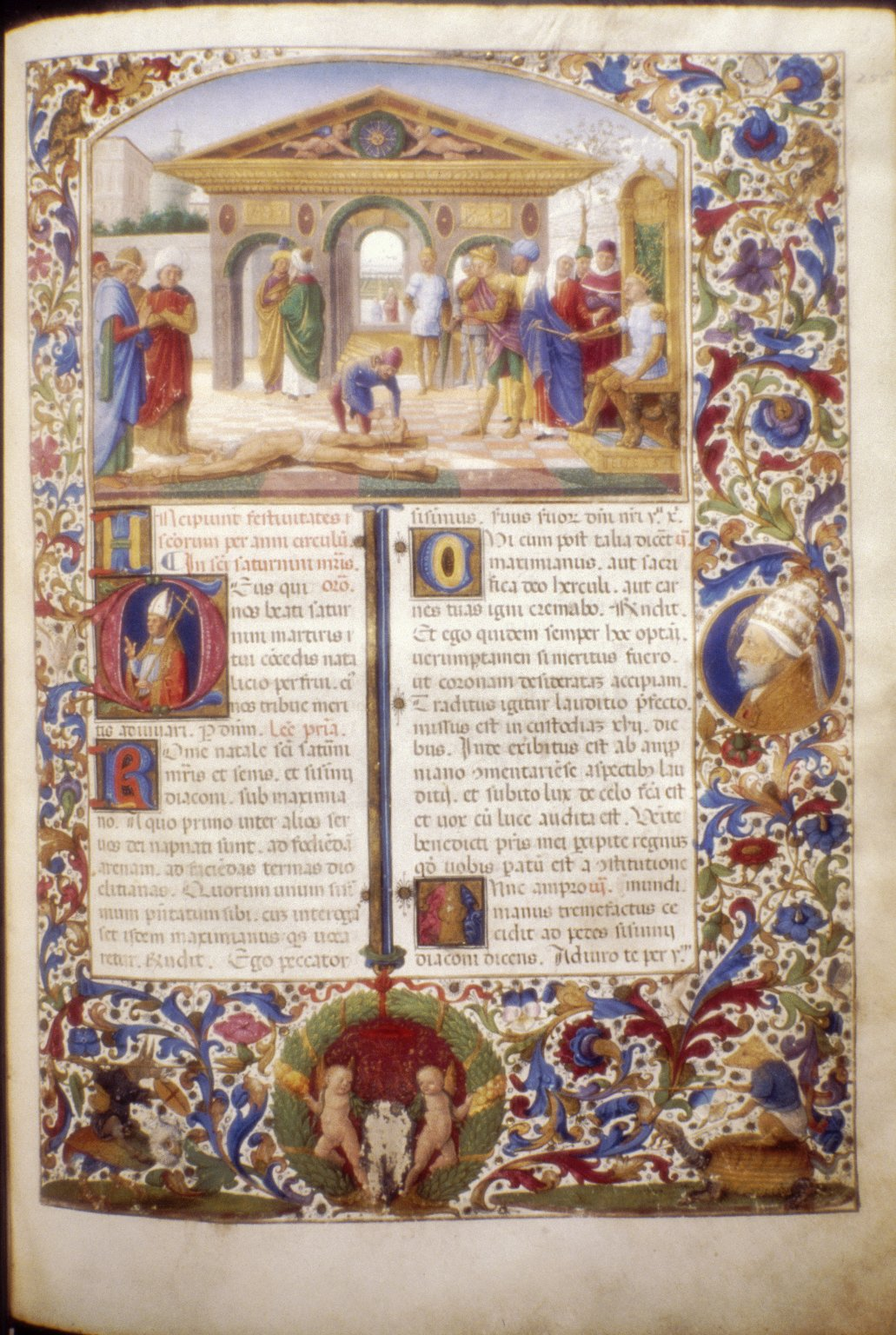
Bréviaire à l'usage de Rome, Bibliothèque bodléienne.

- Liber Elchavy in Medicina, une miniature, vers 1466-1467, Bibliothèque nationale de Turin, D.I.14-15
- Bréviaire de Marco Barbo, vers 1467-1468, Bibliothèque apostolique vaticane, Archivio Capitolo San Pietro, B.81
- Livre d'heures, vers 1470, Musée historique d'État, Moscou, Ms.Mus.3688
- Missel de Martino De Roa, vers 1470, Bibliothèque apostolique vaticane, Archivio Capitolo San Pietro, B.72
- Bréviaire à l'usage de Saint-Pierre de Rome, vers 1470, Bibliothèque bodléienne, Oxford, ms.Canon.liturg.383
- Ab Urbe Condita, vers 1470-1475, Holkham Hall, Ms.347
- Missel de Pedro Ferris, vers 1471, bibliothèque de la Cathédrale de Tarazona, Ms.98
- Missel destiné au cardinal Domenico della Rovere en 4 tomes, en collaboration avec Francesco di Bettini, vers 1478-1483, Morgan Library and Museum, New York M.306[5] et Archives d'État de Turin, Mss J. b. II.2–4 et deux feuillets découpés conservés à la British Library, Add.16914[6]
- Commentaire des épîtres de saint Paul de Théophylacte d'Ohrid, offertes à Sixte IV en 1478, Bibliothèque apostolique vaticane, Vat.Lat.263
- Statuta artis picturae pour la confrérie des peintres et enlumineurs romains, 1478, Accademia di San Luca, Rome
- Pontifical du cardinal Marco Barbo, vers 1480-1485, Curia vescovile, Mondovi
- Psautier d'autel, collection particulière, Stockholm
- Livre d'heures d'usage vénitien, vers 1480, coll. part. passé en vente chez Sotheby's le 21 juin 1988 (lot 117) et une miniature découpée dans la collection Wildenstein, Musée Marmottan-Monet, Ms.46
- Livre d'heures d'usage piémontais ou lombard, vers 1480-1490, aujourd'hui disparu, passé en vente chez le libraire Boerner à Leipzig en 1912, catalogue XXV (n°5)
- Chirurgia Magna, vers 1487, Bibliothèque apostolique vaticane, Vat.Lat.4804
- Livre d'heures, vers 1487, Bibliothèque Riccardiana, Florence, Ms.Ricc.463

### Manuscrits français

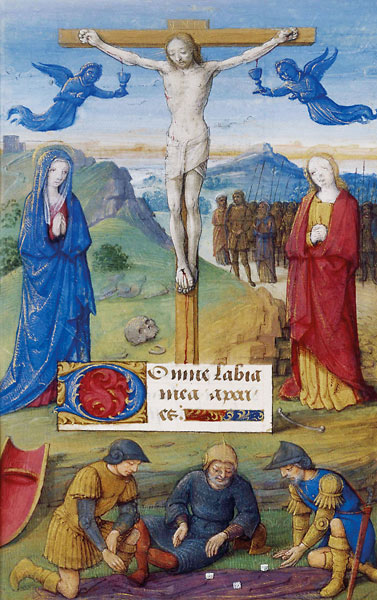
Crucifixion, miniature d'un livre d'heures à l'usage de Tours, Bibliothèque de l'Arsenal.

- Pontifical de Guillaume de Clugny, 1 miniature (f.117r.) en collaboration avec le Maître de Jean Charpentier et Jean Bourdichon, vers 1479-1481, Bibliothèque nationale autrichienne, Vienne, Cod.1819
- Livre d'heures à l'usage de Tours, en collaboration avec le Maître de Jean Charpentier et Jean Bourdichon, vers 1480-89, Morgan Library, M.96[7]
- Livre d'heures, réalisé à Avignon en collaboration avec Georges Trubert, vers 1485-1490, Morgan Library, M.348[8]
- Heures Briçonnet, collaboration aux décors avec Jean Poyer, vers 1485-1490, musée Teyler, Haarlem, Ms.78
- Livre d'heures à l'usage de Tours, vers 1490, Bibliothèque de l'Arsenal, Paris, Ms.432
- Livre d'heures à l'usage de Tours, Bibliothèque Estense (Modène) MS. A.K.72
- Livre d'heures, coll. part., passé en vente chez Mellor & Baxter à Londres en 1991
- Heures d'Henri III, vers 1490, Bibliothèque Czartoryski, Ms.3020
- Livre d'heures, en collaboration avec le Maître de Jean Charpentier et Bourdichon, vers 1490, Chester Beatty Library, Dublin, WMs.89
- Livre d'heures de Marguerite de Rohan (veuve de Jean d'Orléans, vers 1490, bibliothèque de l'Université de Princeton, Garett 55
- Livre d'heures, vers 1490, coll. part., passé en vente chez Sotheby's le 7 décembre 2004 (lot 48)